# Klöckner Pentaplast
Klöckner Pentaplast er en luxembourgsk multinational producent af plastikemballage. De har 31 faciliteter i 18 lande og 5.700 ansatte.
Klöckner Pentaplast blev etableret i 1965 som et datterselskab til Klöckner-Werke AG i Montabaur, Tyskland.